# Spoorlijn Pünderich - Traben-Trarbach
De spoorlijn Pünderich - Traben-Trarbach, ook wel Moselwein-Bahn genoemd, is een Duitse spoorlijn en als spoorlijn 3112 onder beheer van DB Netze.

## Geschiedenis
De spoorlijn werd in 1883 in gebruik genomen. In de jaren 80 van de twintigste eeuw werd de lijn met sluiting bedreigd, maar door het realiseren van een uurdienst in combinatie met nieuw materiaal is het het aantal reizigers aanzienlijk verhoogd waardoor dit is afgewend. Op termijn is elektrificatie voorzien om doorgaand verkeer naar Koblenz mogelijk te maken.

## Treindiensten
De Deutsche Bahn verzorgt het personenvervoer op dit traject met RB treinen.
| Serie | Treinsoort                    | Route                          | Bijzonderheden |
| ----- | ----------------------------- | ------------------------------ | -------------- |
| RB 85 | Regionalbahn (DB Regio Mitte) | Bullay DB – Traben-Trarbach DB |                |

## Aansluitingen
In de volgende plaats is een aansluiting op de volgende spoorlijn:
Pünderich
DB 3010, spoorlijn tussen Koblenz en Perl